# The Bridge (Concept of a Culture)
The Bridge (Concept of a Culture) ist das siebte Studioalbum des US-amerikanischen DJs Grandmaster Flash. Das Album wurde am 24. Februar 2009 und elf Jahre nach seinem letzten Tonträger, welches den Titel Flash Is Back trägt, veröffentlicht. Auf The Bridge (Concept of a Culture) sind namhafte Rapper wie zum Beispiel Q-Tip, Busta Rhymes, Big Daddy Kane, KRS One und Snoop Dogg vertreten.
Das Album wurde in drei verschiedenen Versionen veröffentlicht. Die Standard-Version enthält 19 Tracks und existiert in einer Clean- und in einer Explizit-Version, was bedeutet, dass die Clean-Version Kraftausdrücke zensiert, während letztere bei der Explizit-Version frei zu hören sind. Zudem gibt es eine Bonus-Edition, auf der zwei Remix-Lieder vorhanden sind. Auch als Schallplatte kam das Album auf den Markt.

## Cover
Auf dem Cover ist Grandmaster Flash in der Mitte zu sehen, er hat die Arme verschränkt und blickt gleichgültig in die Kamera. Hinter ihm ist die Stadt New York City zu einer späten Tageszeit erkennbar, auf dem linken Rand ist die Brooklyn Bridge deutlich sichtbar. Flash trägt eine schwarze Jacke und eine ebenso schwarze Cap, der Titel des Albums sowie sein Künstlername sind in weißer Schrift und in Druckbuchstaben abgebildet.

## Titelliste

### Reguläre Version
| #   | Titel                                                                    | Länge |
| --- | ------------------------------------------------------------------------ | ----- |
| 1.  | Welcome                                                                  | 1:00  |
| 2.  | Shine All Day (feat. Jumz, Kel Spencer & Q-Tip)                          | 3:05  |
| 3.  | We Speak Hip Hop (feat. Abass, Afasi, KRS-One, Kase-O & Maccho)          | 3:16  |
| 4.  | Here Comes My DJ (feat. DJ Kool & DJ Demo)                               | 3:00  |
| 5.  | Bounce Back (feat. Busta Rhymes)                                         | 2:38  |
| 6.  | Swagger (feat. Red Café, Snoop Dogg & Lynn Carter)                       | 3:33  |
| 7.  | What If (feat. KRS-One)                                                  | 4:06  |
| 8.  | Unanswered                                                               | 0:26  |
| 9.  | Tribute To The Breakdancer (feat. Supernatural)                          | 3:20  |
| 10. | Grown & Sexy (feat. Mr. Cheeks)                                          | 3:17  |
| 11. | When I Get There (feat. Big Daddy Kane & Hedonis Da Amazon)              | 3:47  |
| 12. | Connection                                                               | 0:12  |
| 13. | I Got Sumthin’ To Say (feat. Lordikim, Jay-Flo & Almighty Thor)          | 3:22  |
| 14. | Can I Take You Higher (feat. Mr. Cheeks, Grandmaster Caz & Tito)         | 3:29  |
| 15. | Unpredictable (feat. Big Daddy Kane & Syndee)                            | 3:37  |
| 16. | Those Chix (feat. Byata, Princess Superstar, Hedonis Da Amazon & Syndee) | 2:56  |
| 17. | Bronx Bombers (feat. Almighty Thor, Lordikim & Mann Child)               | 3:50  |
| 18. | Zuka The Sound                                                           | 2:31  |
| 19. | Oh Man (feat. Syndee & Natacha Atlas)                                    | 4:35  |

### Bonus-Edition
| #   | Titel                                                                                     | Länge |
| --- | ----------------------------------------------------------------------------------------- | ----- |
| 20. | Swagger (Grandmaster Flash Street Leak Remix) (feat. Red Café, Snoop Dogg & Lynda Carter) | 3:44  |
| 21. | Shine All Day (Sam Webster Remix) (feat. Jumz, Kel Spencer & Q-Tip)                       | 3:46  |

## Kritik
| Professionelle Bewertungen | Professionelle Bewertungen |
| -------------------------- | -------------------------- |
| Kritiken                   |                            |
| Quelle                     | Bewertung                  |
| laut.de                    | [ 1 ]                      |
| Allmusic                   | [ 2 ]                      |
| RapReviews                 | [ 3 ]                      |
| SPIN                       | [ 4 ]                      |

David Hilzendegen von laut.de schrieb, dass, wenn man ehrlich sei, „kein Mensch“ auf The Bridge (Concept of a Culture) gewartet habe. Er bezweifelte, ob man ein neues Album von Grandmaster Flash brauche. Er habe namhafte Featuregäste auf seinem Album, die er teilweise zwar lobte, jedoch gäbe es keine Überraschungen und somit sei „alles beim Alten“. Während Hilzendegen auf der einen Seite Flashs Arbeit als Produzent lobte und die Beats als „ausgeklügelt“ und „astrein produziert“ bezeichnete, kritisierte er die seiner Meinung nach fehlende Innovation, zudem klinge Flashs Werk „beinahe altbacken“ und wie „schon einmal da gewesen“. Er titulierte Grandmaster Flash abschließend mit „Oldschool-Grandmaster“, der es, aufgrund seiner überholt klingenden Musik, nicht geschafft habe, sich in der heutigen Hip-Hop-Szene einen Namen zu machen. 
David Jeffries von Allmusic schrieb, dass Flash die „Hip-Hop-Puristen“ mit Party-Liedern wie Swagger und Grown & Sexy enttäuschen werde. Auch wenn es oft historischen Bezug gäbe und manche Lyrics raffiniert seien, läge Flash bei The Bridge (Concept of a Culture) mehr wert auf die „Golden Age-Block-Party“-Zeiten im modernen Gewand. Das Album sei überraschend clever und zu keinem Zeitpunkt enttäuschend, insgesamt betrachtet sei The Bridge (Concept of a Culture) ein Erfolg. Dass Comeback von Grandmaster Flash sei ebenfalls erfreulich, auch wenn er nicht in Bestform sei.